# Adolf Bastian
Adolf Philipp Wilhelm Bastian (26 de junio de 1826 en Bremen, Alemania-2 de febrero de 1905 en Puerto España, Trinidad y Tobago, Indias Occidentales Británicas) fue un erudito del siglo XIX recordado por sus contribuciones al desarrollo de la etnografía y al de la antropología como una disciplina. Fue a su vez un precursor de la psicología contemporánea debido a su teoría del "Elementargedanke", que le daría al psiquiatra Carl Gustav Jung la posibilidad de desarrollar su noción de arquetipo. Sus ideas tuvieron una influencia formativa sobre el padre de la antropología americana Franz Boas así como sobre el pensamiento del mitólogo comparativo Joseph Campbell.

## Biografía
Bastian nació en una próspera familia de mercaderes perteneciente a la burguesía alemana. Estudió Derecho en la Universidad Ruprecht Karl de Heidelberg y biología en la Universidad Humboldt de Berlín, la Universidad Friedrich Schiller de Jena y la Universidad de Würzburg. En esta última universidad asistió a las conferencias impartidas por Rudolf Virchow y desarrolló un interés en lo que entonces era conocido como "etnología". Finalmante se decidió por la medicina, graduándose en Praga, en 1850.
Bastian llegó a ser médico de a bordo, realizando un viaje de ocho años alrededor del mundo. Volvió a la Confederación Alemana en 1859, escribiendo la historia de sus viajes junto con un ambicioso trabajo de tres volúmenes, El hombre en la Historia, que fue uno de sus trabajos más conocidos
En 1861 emprendió un viaje de cuatro años al sudeste asiático, periplo que relataría en Las Personas de Asia Oriental, ocupando seis volúmenes. Durante los siguientes ocho años, Bastian se quedó en el territorio del Norte la Confederación alemana, dónde esta se involucró en la creación de varias instituciones etnológicas claves en Berlín. Sus contribuciones al museo Real de Berlín fueron tan copiosas que un segundo museo, el Museo de Folkart, fue fundado en gran parte como resultado de los trabajos de Bastian. Su colección de artefactos etnográficos fue una de las más grandes del mundo. Trabajó también con Rudolf Virchow para organizar la Sociedad Etnológica de Berlín. Durante este periodo fue también la cabeza de la Sociedad Geográfica Real de Alemania.
En los 1870 Bastian dejó el Imperio alemán y empezó a viajar por África así como por América. Murió durante uno estos viajes en 1905.

## Trabajo e ideas
Se recuerda a Bastian como uno de los pioneros del concepto de «la unidad psíquica de humanidad» - la idea de que toda la humanidad comparte un marco básico mental. Constituyó la base de otros aspectos de siglo XX como el estructuralismo, e influyó en Carl Jung en la idea del inconsciente colectivo. También argumentó que el mundo fue separado en diferentes provincias geográficas y que cada una de estas provincias ha pasado por las mismas etapas de desarrollo evolutivo. Según Bastian, innovaciones y rasgos de cultura tendieron a no difundirse a través de las áreas. Más bien cada provincia tomó su forma única como consecuencia de su ambiente. Este acercamiento era la parte de un interés del siglo XIX más grande al «método comparativo» como el practicado por antropólogos como Edward Tylor.
Mientras Bastian se consideró científico, vale la pena anotar que surgió de la tradición de naturalista que fue inspirada por el Pastor de Johann Gottfried y ejemplificada por figuras como Alexander von Humboldt. Para él, el empirismo quería decir un rechazo de la filosofía a favor de las observaciones escrupulosas. Por consiguiente, era hostil a Darwin y su teoría de la evolución porque la transformación física de una especie nunca había sido observada, a pesar de que él postuló un desarrollo similar evolutivo para la civilización humana. Además, él estuvo se preocupó en la documentación de civilizaciones insólitas antes de que desaparecieran (como consecuencia del contacto con la civilización Occidental) que con el uso riguroso de observación científica. Por consiguiente, se ha criticado sus trabajos por haber desorganizado las colecciones de hechos que con cuidado han investigado estudios empíricos.

## Algunas publicaciones
- Ein Besuch in San Salvador, der Hauptstadt des Königreichs Kongo. Bremen 1859 (en línea)
- Der Mensch in der Geschichte. 3 vols. Leipzig 1860 (en línea)
- Die Völker des östlichen Asien. 6 vols. Jena 1866–1871
- Das Beständige in den Menschenrassen und die Spielweite ihrer Veränderlichkeit. Berlín 1868
- Beiträge zur vergleichenden Psychologie. Berlín 1868
- Sprachvergleichende Studien. Leipzig 1870
- Ethnologische Forschungen. 2 vols. Jena 1871–1873
- Geographische und ethnologische Bilder. Jena 1873
- Die deutsche Expedition an die Loangoküste. 2 vols. Jena 1874–1875
- Schöpfung oder Entstehung. Jena 1875
- Die Kulturländer des alten Amerika. 3 vols. Berlín 1878–1889
- Die heilige Sage der Polynesier : Kosmogonie und Theogonie. Brockhaus, Leipzig 1881. (Online)
- Der Völkergedanke im Aufbau einer Wissenschaft vom Menschen. Berlín 1881
- Die Vorgeschichte der Ethnologie. Berlín 1881
- Steinskulpturen aus Guatemala. Berlín 1882
- Der Buddhismus in seiner Psychologie. Berlín 1882
- Amerikas Nordwestküste. Berlín 1883
- Inselgruppen in Oceanien. Berlín 1883
- Völkerstämme am Brahmaputra. Berlín 1883
- Zwei Worte über Kolonialweisheit. Berlín 1883
- Indonesien. 5 entregas, Berlín 1884–1894
- Allgemeine Grundzüge der Ethnologie. Berlín 1884
- Religionsphilosophische Probleme auf dem Forschungsfelde buddhistischer Psychologie und der vergleichenden Mythologie. Berlín 1884
- Der Fetisch an der Küste Guineas. Berlín 1884
- Der Papua des dunklen Inselreichs. Berlín 1885
- In Sachen des Spiritismus. Berlín 1886
- Zur Lehre von den geographischen Provinzen. Berlín 1886
- Die Seele indischer und hellenistischer Philosophie in den Gespenstern moderner Geisterseherei. Berlín 1886
- Die Welt in ihren Spiegelungen unter dem Wandel des Völkergedankens. Berlín 1887
- Einiges aus Samoa und anderen Inseln der Südsee. Berlín 1889
- Über Klima und Acclimatisation. Berlín 1889
- Wie das Volk denkt. Berlín 1892
- Ideale Welten. 3 vols. Berlín 1893
- Vorgeschichtliche Schöpfungslieder. Berlín 1893
- Die Verbleibsorte der abgeschiedenen Seelen. Berlín 1893
- Kontroversen in der Ethnologie. Berlín 1893−1894
- Zur Mythologie und Psychologie der Nigritier in Guinea. Berlín 1894
- Die samoanische Schöpfungssage und Anschließendes aus der Südsee. Weimar 1895
- Ethnische Elementargedanken in der Lehre vom Menschen. 2 Abt. Berlín 1895
- Zur Lehre vom Menschen in ethnischer Anthropologie. 2 Abt. Berlín 1895
- Die Denkschöpfung umgebender Welt aus kosmogonischen Vorstellungen. Berlín 1896
- Lose Blätter aus Indien. I–VII, Berlín 1897–1899
- Die mikronesischen Kolonien aus ethnologischem Gesichtspunkte. Berlín 1899
- Die Völkerkunde und der Völkerverkehr. Berlín 1900
- Der Völkerverkehr und seine Verständigungsmittel im Hinblick auf China. Berlín 1900
- Die wechselnden Phasen im geschichtlichen Sehkreis. I–IV, Berlín 1900
- Kulturhistorische Studien unter Rückbeziehung auf den Buddhismus. Berlín 1900
- Die Probleme humanistischer Fragestellungen und deren Beantwortungsweise unter den Zeichen der Zeit. Berlín 1901
- Der Menschheitsgedanke durch Raum und Zeit. 2 vols. Berlín 1901
- Das Geschichtsdrama am Cap aus der Vogelperspektive. Berlín 1901 (publicado anónimamente)
- Die Lehre vom Denken. 3 vols. Berlín 1902–1905

- 1869 Gründung der Zeitschrift für Ethnologie (Berlín), con Robert Hartmann